# Saint-Ange Vebobe
Saint-Ange Vebobe (Fort-de-France, 6 luglio 1953 – Fort-de-France, 4 settembre 2022) è stato un cestista francese.
Era padre di Luc-Arthur Vebobe.

## Carriera
Con la Francia disputò i Campionati europei del 1979.